# 波斯王子：时之砂
《波斯王子：时之砂》是一款第三人称视角的动作冒险游戏，是“波斯王子三部曲”的首部作品，由育碧开发。本作基于1989年推出的经典游戏《波斯王子》进行全面升级，并实现了3D化。
游戏最初登陆平台包括PC、PlayStation 2、Xbox、Game Cube，随后也推出了面向GBA和手机平台的2D版本。《时之砂》广受好评，并取得商业上的成功，促使育碧分别于2004年和2005年推出续作《波斯王子：武者之心》与《波斯王子：王者无双》，完成了整个三部曲。
基于本作的持久人气，育碧计划于2026年推出重制版，将登陆PC、PlayStation 4、Xbox One平台。
此外，2010年发布的《波斯王子：遗忘之砂》时间设定在《时之砂》与《武者之心》之间，用以填补两部作品之间的剧情空白。

## 故事情节
波斯王沙拉曼（Sharaman）率领军队及其子——波斯王子，前往阿扎德（Azad），途中途经印度。他们击败了强大的印度公王军队，并掠夺了整座城市的财宝，其中包括一把神秘的“时之匕”和一个装满金色细沙的巨大沙漏——“时之沙漏”。同时，他们还俘虏了印度公王的女儿法拉公主（Farah），以及一名背叛了印度公王的宫廷魔法师——维齐尔（Vizier）。
抵达阿扎德后，波斯王将“时之沙漏”作为献礼赠送给当地的统治者。而维齐尔则暗中图谋夺取王子手中的“时之匕”——这把匕首拥有控制时间的神秘力量。然而，波斯王拒绝了他的请求。于是，维齐尔设下陷阱，引诱王子将匕首插入沙漏。沙漏的封印随之解除，沙子倾泻而出，迅速蔓延至整座城堡，所到之处皆将人类变为可怖的沙怪，建筑亦遭严重毁坏。
劫难中，仅有三人幸存：王子因手持时之匕而免于变异，法拉公主则借助象征庇护的“时之徽记”（Medallion）幸免于难，而维齐尔凭借其魔杖亦逃过一劫。维齐尔的阴谋初步得逞，王子则必须直面自己亲手酿成的灾祸。
为了修复过错，王子与法拉踏上归还“时之沙漏”至“黎明之塔”（Tower of Dawn）的旅途。在共患难的过程中，二人从最初的敌对逐渐产生了情愫。最终抵达沙漏前，王子正准备封印流沙之际，维齐尔突然现身，使用魔法将二人困入地底墓室。夜晚，法拉在王子熟睡之际夺走了他的时之匕与武器，并将自己的时之徽记留给了他。
王子醒来后奋力追赶，当再次登上黎明之塔时，法拉已不幸遇害。维齐尔逼迫王子交出时之匕，但愤怒的王子毅然跃上沙漏，重新封印了时之沙。时间因此倒流，回到波斯军攻打印度城邦的那个夜晚——一切仿佛从未发生，只有王子保留着全部记忆。
此时，他发现时之匕也随着他一同回到过去。他前往公主所在的宫殿，向她倾诉即将发生的悲剧，并果断先发制人，杀死了尚未展开阴谋的维齐尔。尽管法拉无法相信王子所说的一切，王子还是将匕首留给了她，悄然离去。
临别之际，法拉追问他的名字。王子报出的那个名字让她惊讶不已——“Kakolukia”。这是一个来自她童年时母亲讲述的传说中英雄的名字，而她只曾在那段已被逆转的时光中告诉过波斯王子。

## 游戏系统
《时之砂》以动作的丰富多变著称，官方号称有700多种动作，事实上，玩家可操控动作远没有那么多。但相比其他一些动作游戏，《时之砂》的角色动作依然很多样，可分为以下几类动作：
- 行为动作：在平路上，角色可以做出前滚翻，跳跃等动作。在悬崖绝壁上，角色可以沿着墙壁边沿攀爬前进。在有足够起跳平台的地方，角色还可以做出“飞檐走壁”的动作。此外，对于一些特殊场景，比如两面对立的高墙，角色可以反复从一面墙跳向另一面，直到升到墙的顶端。
- 攻击动作：相比后续作品，《时之砂》的攻击动作是最少的。除了正面攻击，角色还可以跳到对人背后，一击致命。在角色贴墙站立时，角色还可以利用蹬墙反冲，将面前的敌人撞到。
- 时之匕动作：时之匕作为《时之砂》的控制器，在整个游戏中有重要的作用，敌人被打倒后，玩家还必须用时之匕吸取其“时之砂”才算解决掉一个敌人，否则，敌人会在一段时间后自动复活。时之匕也可以用来攻击敌人，被时之匕击中的敌人在一段时间内被冻结。此外，时之匕也是重要的游戏道具，玩家可以利用时之匕来进行时光倒流（最多退回10秒钟）和时间减缓（即子弹时间效果）。

和其他冒险类动作游戏一样，时之沙没有把角色的装备部分作为重点，但游戏中还是安排了一些增强玩家战斗力和生命力的设计。角色武器的更新是随着剧情发展，作为剧情的一环出现的。而生命力的提升则被全部设计到隐藏场景中。
机械，是《时之砂》的核心元素之一。虽然时之沙在整体风格上坚持写实的态度，但在机关设计上突显出明显的“游戏式风格”。《时之砂》的每一个场景都是有大大小小各种机关构成。场景主要由如下机关构成：
- 建筑物：如屋檐，柱子等，横插的旗杆，绳索等。
- 攻击性机关：如旋转的带钉滚筒，旋转刀，锯轮等。
- 触发式机关：主要是开门的机关，往往是多个套用，需要依次或全部开启，目标大门才会打开。
- 大型场景式机关：即整个场景就是一个大机关，需要玩家充分调动空间想象能力才能破解。例如“天文机关”要求玩家控制一个平台的上下，旋转，使平台的四个月相与墙上的图像对应。

为了降低游戏难度，《时之砂》的场景路线设计为单线式，即只有唯一道路通向出口，但由于有些场景布局复杂，依然存在一些非正式路线。而且，所有的控制机关都带有“波斯王子标记”。

## 重制版
2020年9月，育碧正式公布了本作的重製版，将登陆Windows、PlayStation 4、Xbox One平台，未来将通过PlayStation 5和Xbox Series X的向下兼容功能在新世代主机上运行。重制版由育碧在印度的浦那和孟买工作室联合制作，采用特别定制版的Anvil引擎开发。重制版原计划于2021年1月21日发售，但后来無限延期。2022年5月，育碧宣布将本作的开发工作交给育碧蒙特利尔。2023年5月，育碧确认该重制版将重新开发，尚处于开发早期阶段。

## 改编電影
此遊戲曾被改編成同名電影，由邁克·內威爾（Mike Newell）執導，積·佳蘭賀扮演主角。